# Pinos Genil
Pinos Genil es una localidad y municipio español situado en la parte central de la comarca de la Vega de Granada, en la provincia de Granada, comunidad autónoma de Andalucía. Limita con los municipios de Cenes de la Vega, Granada —por el distrito Albaicín—, Dúdar, Güéjar Sierra y Monachil. Por su término discurre de este a oeste el río Genil, que divide en dos mitades el pueblo, unido únicamente por tres puentes; así como el río Aguas Blancas, que desemboca en el anterior.
El municipio pinero es una de las treinta y cuatro entidades que componen el área metropolitana de Granada, y comprende los núcleos de población de Pinos Genil —capital municipal— y Los Pinillos.

## Historia
Por su situación, a orillas del Genil y protegido por las faldas de Sierra Nevada, se ha mantenido desde la antigüedad el constante asentamiento humano en la zona.
Durante el período musulmán se creó la alquería de Biniyallus o Pinillos, nombre originario de Pinos Genil, que se dividía en los barrios de Pinillos la Baja, Harataçafla y Pinillos de Arriba. Llegó a contar con unos cien vecinos a finales del siglo XV, y disponía además de una rábita en el camino de Güéjar Sierra, junto a un arroyo.
En Pinos Genil arranca una de las acequias históricas de la vega granadina, llamada del Candil y más tarde del Cadí, finalizada por los almohades en el siglo XII para cubrir las necesidades de expansión de la Medina Garnata, a cotas de altitud a las que no podía llegar el agua de la al-Saqiya al-Kubra, la acequia Gorda, Real o Mayor de Granada, construida solo unos años antes.
Con el final de la Reconquista cristiana, en 1492, empezó una etapa de relativa tranquilidad que duró hasta finales de siglo. En las Navidades de 1499 los moriscos que quedaban en Pinillos se sublevaron, situación que se mantuvo hasta que las tropas castellanas tomaron nuevamente el control. Como consecuencia, la mayoría de la población pereció o fue expulsada, y la Corona se hizo cargo del pueblo, arrendando sus tierras directamente entre 1500 y 1504. Más tarde la responsabilidad de censar tierras y cobrar tributos para la Corona recaló en Fernando Díaz de Puebla, uno de los nuevos colonos.
La segunda rebelión de los moriscos, en 1556, llevó aparejada la expulsión definitiva de los mismos. Quedó tan despoblado Pinos Genil en esa época que apenas llegaba a la treintena de vecinos.
A pesar de que la antigua mezquita de Pinillos se había erigido como iglesia para el culto cristiano a principios del siglo XVI, no fue hasta mediados de ese mismo siglo cuando se empezó a levantar la parroquia de Santa María Magdalena.
Aguas abajo, bajo el actual núcleo de Los Pinillos y muy cerca del linde con el término municipal de Cenes, a comienzos del siglo XX se construyó asimismo el azud de Pinos, que conduce el agua del Genil hasta la planta potabilizadora de La Lancha y abastece a Granada y buena parte de la comarca.
Antiguamente este municipio se benefició del servicio que brindaba el tranvía de Granada a Sierra Nevada (1925-1974), y conserva el característico edificio que constituyó su estación ferroviaria.

## Geografía

### Situación

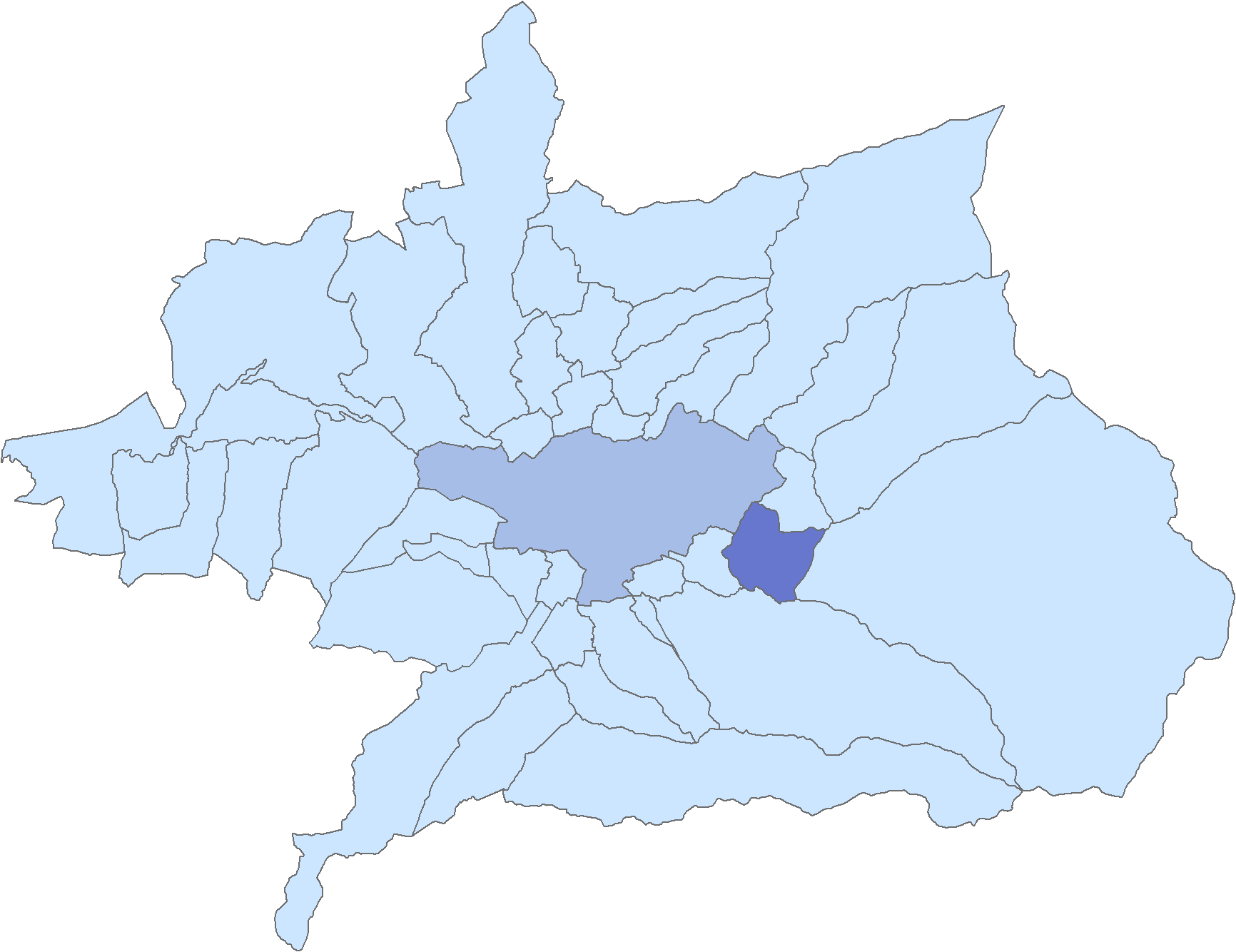
Situación de Pinos Genil (en morado) respecto a la Vega de Granada; La ciudad de Granada en morado claro.

Integrado en la comarca de la Vega de Granada, se encuentra situado a 10 kilómetros de la capital provincial. El término municipal está atravesado por la carretera A-395, que conecta la ciudad de Granada con la estación de esquí de Sierra Nevada.
| Noroeste: Granada                     | Norte: Granada y Dúdar | Nordeste: Dúdar     |
| Oeste: Cenes de la Vega               |                        | Este: Güéjar Sierra |
| Suroeste: Cenes de la Vega y Monachil | Sur: Monachil          | Sureste: Monachil   |

A los dos núcleos que conforman el municipio se accede por la antigua carretera de Sierra Nevada, hoy llamada A-4026, en cuyo punto kilométrico 1,750, casi equidistante de ambas localidades, se encuentra la sede del centro administrativo de los Parques Nacional y Natural de Sierra Nevada, situado muy cerca de la desembocadura del río Aguas Blancas como afluente del Genil.

## Demografía
Pinos Genil cuenta con una población de 1638 habitantes (INE 2024).
| Gráfica de evolución demográfica de Pinos Genil entre 1842 y 2021                                                   |
| |
| Población de derecho según los censos de población del INE Población de hecho según los censos de población del INE |

Se distribuyen de la siguiente manera:
| Unidad poblacional | Hab. |
| ------------------ | ---- |
| Pinos Genil        | 1191 |
| Los Pinillos       | 283  |
| diseminado         | 16   |
| TOTAL              | 1490 |

## Economía

### Evolución de la deuda viva municipal
| Gráfica de evolución de deuda viva del Ayuntamiento de Pinos Genil entre 2008 y 2019                                |
| |
| Deuda viva del Ayuntamiento de Pinos Genil en miles de euros según datos del Ministerio de Hacienda y Ad. Públicas. |

## Administración y política
Los resultados en Pinos Genil de las últimas elecciones municipales, celebradas en mayo de 2023, son:
| Elecciones Municipales - Pinos Genil (2023) | Elecciones Municipales - Pinos Genil (2023) | Elecciones Municipales - Pinos Genil (2023) | Elecciones Municipales - Pinos Genil (2023) | Elecciones Municipales - Pinos Genil (2023) |
| Partido político                            | Partido político                            | Votos                                       | Votos                                       | Concejales                                  |
| ------------------------------------------- | ------------------------------------------- | ------------------------------------------- | ------------------------------------------- | ------------------------------------------- |
|                                             | Pinos Genil Independiente (PGI)             | 619                                         | 71,39 %                                     | 8                                           |
|                                             | Partido Popular (PP)                        | 140                                         | 16,14 %                                     | 1                                           |
|                                             | Partido Socialista Obrero Español (PSOE)    | 75                                          | 8,65 %                                      | 0                                           |
|                                             | Vox (VOX)                                   | 20                                          | 2,30 %                                      | 0                                           |

## Comunicaciones

### Autobús
El transporte público con la capital granadina se realiza, bien utilizando la línea 33 de los autobuses urbanos de Granada, que desde la estación de autobuses de esta ciudad llega hasta la pedanía de Los Pinillos, con una regularidad media de unos veinte minutos, o bien las líneas 390 (Granada–Pinos Genil–Güéjar Sierra) y 395 (Granada–Cenes de la Vega–Dúdar–Quéntar) ambas del Consorcio de Transporte Metropolitano del Área de Granada, si bien esta última tampoco tiene parada en la propia localidad de Pinos Genil sino únicamente en Los Pinillos y en el centro administrativo del parque de Sierra Nevada.

### Carreteras
Las principales vías de comunicación que transcurren por el municipio son:
| Identificador | Denominación                   | Itinerario                  |
| ------------- | ------------------------------ | --------------------------- |
| A-395         | De Granada a Sierra Nevada     | Granada - Pradollano        |
| A-4026        | De Cenes de la Vega a Canales  | Cenes de la Vega - Canales  |
| GR-3200       | De Pinos Genil a Güéjar Sierra | Pinos Genil - Güéjar Sierra |
| GR-3201       | De A-4026 a A-92               | Pinos Genil - Lopera        |

Algunas distancias entre Pinos Genil y otras ciudades:
| Ciudades | Distancia (km) |
| -------- | -------------- |
| Granada  | 10             |
| Jaén     | 107            |
| Almería  | 153            |
| Murcia   | 272            |

## Servicios

### Sanidad
Pinos Genil pertenece a la zona básica de salud de Cenes de la Vega, en el distrito sanitario Metropolitano de Granada. El municipio cuenta con un consultorio médico situado en el paseo Rey Juan Carlos, s/n.

### Educación
El único centro educativo que hay en el municipio es:
| Denominación genérica                    | Nombre del centro   | Naturaleza | Dirección                |
| ---------------------------------------- | ------------------- | ---------- | ------------------------ |
| Colegio de educación infantil y primaria | CEIP Berta Wilhelmi | Público    | Ctra. Güéjar Sierra, s/n |

## Cultura

### Patrimonio
El monumento arquitectónico más representativo de la localidad de Pinos Genil es la iglesia parroquial de Santa María Magdalena (siglo XVI), de estilo mudéjar, adscrita al arciprestazgo de Sierra Nevada de la archidiócesis de Granada. Su torre sirve de hito topográfico, habiéndose establecido en el Mapa Topográfico Nacional (Hoja 1027-1) que su base está una altitud de 778 m sobre el nivel del mar.

### Patrimonio inmaterial
Sus fiestas populares se celebran cada año el primer fin de semana de agosto en honor al patrón de la localidad, San Roque. Se inician el viernes con un pasacalles a cargo de la banda de música, el cual precede a la verbena en la plaza de España. Como actos principales en esos días destacan la procesión del santo por las distintas calles del pueblo acompañado por la Virgen del Rosario, los conciertos de la banda de música en la plaza, la sardinada y las carreras de cintas.
También se festeja el Día de la Cruz el 3 de mayo, y el jueves del Corpus Christi, en junio.